# 辻理
辻理（つじ まこと、1948年1月1日 - 没年不明）は、日本の元映画監督、元テレビドラマ演出家、元ゲームクリエイター。長崎県長崎市出身。

## 経歴
1970年、日本大学藝術学部映画学科卒業。卒業後、東映テレビプロダクションに入社する。同期に藤井邦夫がいた。助監督を経て1980年、『特捜最前線』の一編（第178話「男たちのセプテンバーソング！」）で監督デビューを果たす。同番組での演出担当は天野利彦に次ぐ第2位。
1981年、東映を退社してフリーランスになる。1986年『時空戦士スピルバン』で初のパイロット監督を担当。以降東映の作品と同時に、主にアクション物を中心に石原プロ、国際放映など他社作品の現場でも活動した。
1997年頃よりTVの仕事から遠ざかり、VP作品の監督やタレント養成所の講師を務めている。また2000年頃から2003年まで、カプコングループのフラグシップに参加し、一時期ゲームソフトの製作にも関わるも2005年ごろに監督業は廃業した。
日本映画監督協会の公式ホームページにおける会員情報では、物故会員とされている。

## 監督作品

### テレビ
◎は2時間ドラマ
- 特捜最前線（1977年-1987年、東映・テレビ朝日）※1980年に監督デビュー。助監督兼任
- 大戦隊ゴーグルファイブ（1982年-1983年、東映・テレビ朝日）
- メタルヒーローシリーズ（東映・テレビ朝日）
  - 宇宙刑事シャリバン（1983年-1984年）
  - 宇宙刑事シャイダー（1984年-1985年）
  - 巨獣特捜ジャスピオン（1985年-1986年）
  - 時空戦士スピルバン（1986年-1987年）※初のパイロット監督作品　
  - 世界忍者戦ジライヤ（1988年-1989年）
  - ブルースワット（1994年-1995年）
- 西部警察 PART-III（1983年-1984年、石原プロ・テレビ朝日）
- どうぶつ通り夢ランド（1986年-1987年、国際放映・テレビ朝日）
- 胸キュン刑事（1987年、国際放映・テレビ朝日）
- 仮面ライダーシリーズ（東映・毎日放送）
  - 仮面ライダーBLACK（1987年-1988年）
  - 仮面ライダーBLACK RX（1988年-1989年）
- 火曜サスペンス劇場「女弁護士高林鮎子3・新横浜発12時09分の女」（1988年3月、東映・NTV)◎
- ゴリラ・警視庁捜査第8班（1989年-1990年、石原プロ・テレビ朝日）
- ドラマ23　親娘不倫ゲーム（1989年3月、TBS）
- ドラマ23　私をゴルフに連れてって（1989年7月、TBS）
- ドラマ23　あぶないマドンナたち（1989年8月、TBS）
- ドラマチック22　高田純次の無責任社員物語（1990年1月、TBS）◎
- ドラマチック22　高田純次の無責任社員物語2（1990年7月、TBS）◎
- ドラマチック22　僕はムコ養子（1990年7月、TBS）◎
- ドラマチック22　私を故郷につれてって（1990年8月、TBS）◎
- ドラマチック22　高田純次の無責任社員物語3（1991年1月、TBS）◎
- ナースステーション（1991年、アスバーズ・TBS）
- 月曜ドラマスペシャル　おいしい女にご用心!（1991年1月、TBS）◎
- 月曜ドラマスペシャル　警察官の妻たち（1991年7月、国際放映・TBS）◎
- 鎌倉恋愛委員会（1991年、TBS）※担当回不明
- 月曜ドラマスペシャル　汗と涙のＯＬ図鑑！ミガきぬかれた女たち（1992年1月、TBS）◎
- 大人は判ってくれない「あいつがヒーロー」（1992年、セントラルアーツ・フジテレビ）
- 真夜中は別の顔（1992年、CUC・テレビ朝日）
- 幸せになりたい!平成嵐山一家（1992年、国際放映・テレビ東京）
- 本当にあった怖い話「軽井沢の亡霊」「赤い糸の恐怖」（1992年、テレビ朝日）
- 土曜ワイド劇場「南紀殺人回流」（1993年1月、東映・テレビ朝日）◎
- 木曜ドラマ「セールスレディは何を見た」（1993年、東映・テレビ朝日）
- 愛と疑惑のサスペンス「しつこい自殺者」（1994年1月、ピンプロ・関西テレビ）
- 火曜ドラマリーグ「お父さんは心配症」（1994年、国際放映・ABC）
- 火曜ドラマリーグ「先生はワガママ」（1994年、国際放映・ABC）
- 火曜ドラマリーグ「八神くんの家庭の事情」（1994年-1995年、国際放映・ABC）
- 月曜ドラマスペシャル「タロット日美子の推理　伯備線秘図連続殺人」（1995年10月、TBS）◎
- ギャルボーイ!（1997年、テレビ朝日）

### 映画
- パチンコ物語（1990年、松竹）
- ブルースワット（1994年、東映）※第1、2話の編集版。辻のクレジットは「責任編集」。
- 心ひらくとき（1998年、人権映画）
- 扉を開けて（2002年、人権映画）
- Be（2005年）※未公開。制作途中まで進むも資金が足りず制作が頓挫。

### ビデオ
- 真・仮面ライダー 序章（1992年、東映）
- パチンコ無宿（1994年、ポニーキャニオン・Knack）
- パチンコ無宿Ⅱ 港の勝負師(ギャンブラー)弾次郎（1995年、ポニーキャニオン・Knack）

### ゲーム
- クライシス200X（1999年）
- バウンティハンターサラ ホーリーマウンテンの帝王（2001年）
- エルドラドゲートシリーズ（2001年）
- ディノクライシス2（2002年）
- 鬼武者2（2002年）
- バイオハザード0（2002年）
- クロックタワー3（2003年）
- スワット7（2003年）